# La Fête chantée
La Fête chantée est un essai de Jean-Marie Gustave Le Clézio publié le 23 octobre 1997 aux éditions Le Promeneur.

## Résumé
Recueil de textes historiques, récits de mythes et éléments autobiographiques sur la fascination de Le Clézio pour la culture amérindienne marquée par leur respect de la nature, leur imaginaire et leur modestie.

## Éditions
- La Fête chantée, éditions Le Promeneur, 1997  (ISBN 2070749126).